# 매국노
매국노(賣國奴)는 매국 행위를 한 자를 비하하기 위해 쓰이는 용어이다.

## 설명
비애국적이라고 여겨지는 것을 비하하기 위한 용어에는 여러가지가 있다. 국가의 적을 뜻하는 국적(國敵)은 '자국의 독립과 존엄, 이익을 고의 또는 과실에 의해 훼손하는 자', 비국민(非國民)은 '사상·신조가 이질적이며 국민의 통일이나 일체성을 어지럽히는 자'이라는 뜻, 어감인 반면 매국노라는 단어는 모국을 외국에 팔아 넘겨 사익을 꾐하는 자를 말한다. 주의해야 하는 점은 이러한 용어의 정의와 쓰임은 개개인의 주관과 이념에 따르는 부분이 크다는 점이다. 어떤 사람의 주관에서 '애국적 행위'로 여겨지는 것이 다른 사람의 주관으로는 '매국적 행위'인 경우가 드물지 않다.
예를 들어 한 국가가 적대 세력과 전쟁를 하는 것에 대해 징고이즘 또는 매파에게는 '국익과 자국의 평화와 안전을 위해 적을 분쇄하는 애국적 행위'이겠지만 비둘기파에게는 '일부 세력(군산복합체, 모국보다 강한 국력을 가진 동맹국 등)의 의향에 봉사하고, 자국의 독립을 위태롭게 하는 매국적 행위'또는 '애국을 가장한 매국적 행위'일 수도 있다.

## 매국
매국은 조국에 대해 이적행위를 하여 자국을 해치며 적국을 이롭게 하여 사사로운 이익을 얻는 것을 말한다. 종종 이념이나 당파성을 넘어 물밑에서 조직적인 이익그룹을 형성하여 매국행위를 하기도 한다.
나치에서 반영 찬양 방송에 종사한 아일랜드인 호호경(Lord Haw-Haw) 윌리엄 조이스는 제2차 세계 대전 종전 후 대역죄로 처형됐다. 그외 나치 점령 지역에서도 대 독일 협력자(콜라보라시옹(Collaboration))들이 매국 행위로 인해 반역죄 등으로 체포되었으며, 그 중에서도 노르웨이의 비드쿤 크비슬링은 매국노의 대명사로 저명하며 그의 이름 크비슬링(quisling)은 매국노를 뜻하는 단어로 사전에 실리고 있다. 또, 제2차 세계 대전 당시 일본제국측의 연합국군을 위한 심리전 아나운서였던 도쿄 로즈(아이바 토구리)도 전후, 미국 시민권을 박탈당하고 반역죄로 체포되었다.
한국에서는 일제강점기 일제에 동조하는 행위를 저지른 자들은 친일반민족행위자 목록에 게재되며 친일파로 불리며 경멸되고 있다.
외국과 공모해서 무력을 행사시킨 사람에게 적용되는 외환죄는 사형 또는 무기징역이 적용되며 한국의 형법에서 가장 무거운 죄 중 하나다.

## 사례

### 한국에서 사용 사례

#### 한국사
고구려의 대막리지 연개소문의 아들 연남생은 동생들과의 권력 싸움에서 패배하자 당나라 고종에게 귀순하여 앞장서서 요동 지역을 무너뜨리고, 이세적과 함께 평양성을 무너뜨린 경우가 있었다. 이는 고발기의 경우와 같이 외세의 힘을 빌려 나라를 팔아서라도 권력을 가지겠다는 권력욕에서 나온 것이었다.
고려시대 중기와 말기, 아예 원나라에 영토를 갖다 바친 반역행위를 한 최탄, 조휘, 탁청이 있다. 그 외에 고려의 권력을 잡은 상태에서 원나라에 협력하거나 부역행위한 자들도 포함된다. 대표적으로 대몽항쟁기 때의 홍복원과 권문세족 집단으로 조일신, 권겸, 노책, 기철 등이 있다.
조선시대 임진왜란 때에 일본군에 부역행위하는 자들도 많았었다. 이들을 순왜 혹은 가왜라고 불렀는데, 대표적인 사례가 함경도에 있을적 임해군과 순화군을 포박하여 가토 기요마사에게 넘긴 국경인 등이 대표적이다.
조선시대 병자호란 때에 청나라에 부역행위를 한 자들도 포함된다. 대표적으로 이괄의 난 때 역모에 가담하였으나 실패하여 청나라로 도망하여 후에 호란이 발생했을 때 길잡이 역할을 한 한윤, 그리고 효종의 북벌때 개인적인 파당의 세를 유지하고자 그 계획을 청나라에 밀고한 김자점 등이 있다.
1801년 황사영은 천주교 신앙의 자유를 얻기 위해 프랑스 함대가 조선을 공격할 것을 부탁하는 황사영 백서를 작성했다가 발각되어 사형당했다. 1905년 체결된 을사늑약과 1907년 체결된 한일신협약과 1910년 체결된 한일병합조약을 체결한 을사오적과 정미칠적, 경술국적. 특히 을사오적은 한국어에서 매국노의 대표적인 용례이다.
또한 1800년, 이완용이 대표적인 매국노이다. 자신의 권략을 위해 조선, 즉 대한제국을 배신한 사람이다. 또한 이완용은 친일파이며 민족 반역행위를 저질렀다.

### 프랑스에서 사용 사례
프랑스에서는 라 마르세예즈의 4절에 "국적"이 사용되고 있다. 이 곡은 프랑스 혁명기에 만들어졌기 때문에 반혁명 세력이 국적으로 간주되었으며 5절에 반혁명, 왕당파였던 프랑스와 클로드 드 부이예 장군을 지목한 가사가 나오며, 그는 현재도 국적으로 취급되고 있다. 나치 독일의 프랑스 점령기에는 비시 정권을 비롯한 대부분의 대 독일 협력자가 생겨났으며 연합군의 프랑스 해방 후 처벌이나 박해를 당했다.

### 중국에서 사용 사례
중국에서는 한족 또는 중국에 대해 매국 행위를 한 사람을 매국노라고 부르며 한간이라는 용어는 청나라 시대에 생긴 말이다, 중일전쟁 중 일본 제국에 협력한 왕징웨이 정권을 비롯한 중국인도 매국노로 불리며 대부분이 처형되었다. 이 대상에는 가와시마 요시코처럼 중국 출신자는 포함되지만, 오타카 요시코 같은 일본 민족 출신자는 포함되지 않는다. 또 저우쭤런 같은 일본에 협조적인 문화인도 문화 매국노로 칩거생활을 했다.

## 같이 보기
- 반역죄
- 외환죄
- 한간 : 중국
- 친원파 : 고려
- 친청파 : 조선
- 순왜 : 조선
- 친일파 : 일제강점기, 대한민국
- 친중파
- 친미파
- 친러파
- 친일 관료
- 친일 귀족
- 친일 중추원
- 탈영병
- 간첩
- 애국심
- 찬양